# Agfa Movexoom
Mit Movexoom bezeichnete Agfa mit einer Ausnahme sämtliche Schmalfilmkameras, die ein Zoomobjektiv besaßen. Die erste Kamera erschien bereits 1963 und damit noch mit dem Format Normal 8, die Produktion der letzten Modelle endete 1977.

## Zoomobjektiv

### Bedeutung für den Schmalfilm
Im Gegensatz zu den Fotokameras stellten Zoomobjektive beim Filmen nicht nur eine Bedienungsvereinfachung dar, indem man für eine Brennweitenänderung auf einen Objektivwechsel verzichten konnte, sie ermöglichten mit dem Zoomen während des Filmens auch neue gestalterische Möglichkeiten, die sehr schnell zum Standard eines Amateurfilms gehörten. Deswegen hob Agfa das Zoomobjektiv bei der Modellbezeichnung hervor und verwandelte dafür den schon aus der Vorkriegszeit bekannten Namen Movex in Movexoom. Eine Ausnahme machte nur die Microflex, bei der es wichtiger erschien, ihre kompakten Ausmaße zu betonen.

### Technische Entwicklung
Die Berechnung von Zoomobjektiven verlangte unbedingt nach einer einigermaßen leistungsfähigen Rechnerunterstützung. Bei Agfa wurde dies mit dem Übergang von dem Zuse Z 11 auf dem Zuse Z22 im Jahr 1958 möglich, woraufhin 1963 die erste Schmalfilmkamera mit einem solchen Objektiv in Produktion ging.

## Modelle

### Movexoom
Als erste Agfa-Kamera mit Zoomobjektiv kam 1963 die Movexoom heraus, die man an einem langen Hebel am Objektiv erkennen konnte, mit dem man die Brennweite von 9 mm bis 30 mm einstellte. Agfa bezeichnete sein erstes Zoom mit Vario, die Lichtstärke betrug f/1,8. Den Film bewegte bereits ein elektrischer Antrieb, also kein Federwerkmotor mehr.

### Movexoom S,S 1,S 2
Die Movexoom S erschien 1967 als erste Agfa-Kamera mit Zoomobjektiv für das gerade neue System Super 8. Es gab sie in drei Varianten, als S mit Varigon f/1,8; 10 mm bis 35 mm Brennweite, als S 1 mit Movaron f/1,8; 9 mm bis 36 mm Brennweite und als S 2 mit Movaron f/1,8; 7,5 mm bis 60 mm Brennweite, also achtfachem Zoom.
Es handelte sich um eine Spiegelreflexkamera mit automatischer Belichtungssteuerung, die mit TTL-Messung arbeitete. Die S 1 beschränkte sich als einfaches Modell auf 18 Bilder/s und 24 Bilder/s. die beiden anderen boten auch noch ein Zeitlupengang mit 45 Bilder/s.

### Movexoom 2000,3000,4000
Die Serie Movexoom 2000 bis 4000 löste 1970 die Movexoom S ab, sie fiel auf den ersten Blick durch ihr ungewöhnliches Design auf, das nicht zu der aktuellen Agfa-Linie passen wollte, Es handelte sich nämlich um keine Entwicklung des Agfa Camerawerk Münchens, sondern um Minolta-Kameras, die Agfa unter eigenem Namen verkaufte.
Die Varianten unterschieden sich vor allem durch den Zoombereich ihres Objektivs, so besaß die 2000 ein Variostar f/1,8 mit 8,5 mm bis 35 mm Brennweite (also vierfachen Zoom), die 3000 ein Variostar f/1,8 mit 7 mm bis 42 mm Brennweite (sechsfachen Zoom) und das Top-Modell 4000 ein Variostar f/2,5 mit 6 mm  bis 60 mm Brennweite (zehnfachen Zoom). Darüber hinaus gab es bei der 2000 keine Zeitlupe, sie lief nur mit 18 Bilder/s und 24 Bilder/s. Die 3000 bot darüber hinaus Zeitraffer mit 9 Bilder/s und Zeitlupe mit 50 Bilder/s sowie eine Einzelbildschaltung, für die man auch ein Blitzgerät anschließen konnte. Und man konnte die automatische Belichtungssteuerung abschalten.
Von den beiden großen Modellen gab es noch die Versionen 3000 Synchrosound und 4000 Synchrosound für Tonfilmaufnahmen. Da die Super-8-Tonfilmkassette erst 1973 herauskam, arbeiteten diese Kameras noch nach dem  Zweibandverfahren, man konnte also ein Tonbandgerät mit Impulskopf anschließen.
Allen gemeinsam war der Betrieb mit 6 Mignonzellen, die sich im fest montierten, nicht umklappbaren Handgriff befanden, motorischer Zoom sowie Überblendmöglichkeit. Das Gewicht lag zwischen 1220 g und 1430 g.

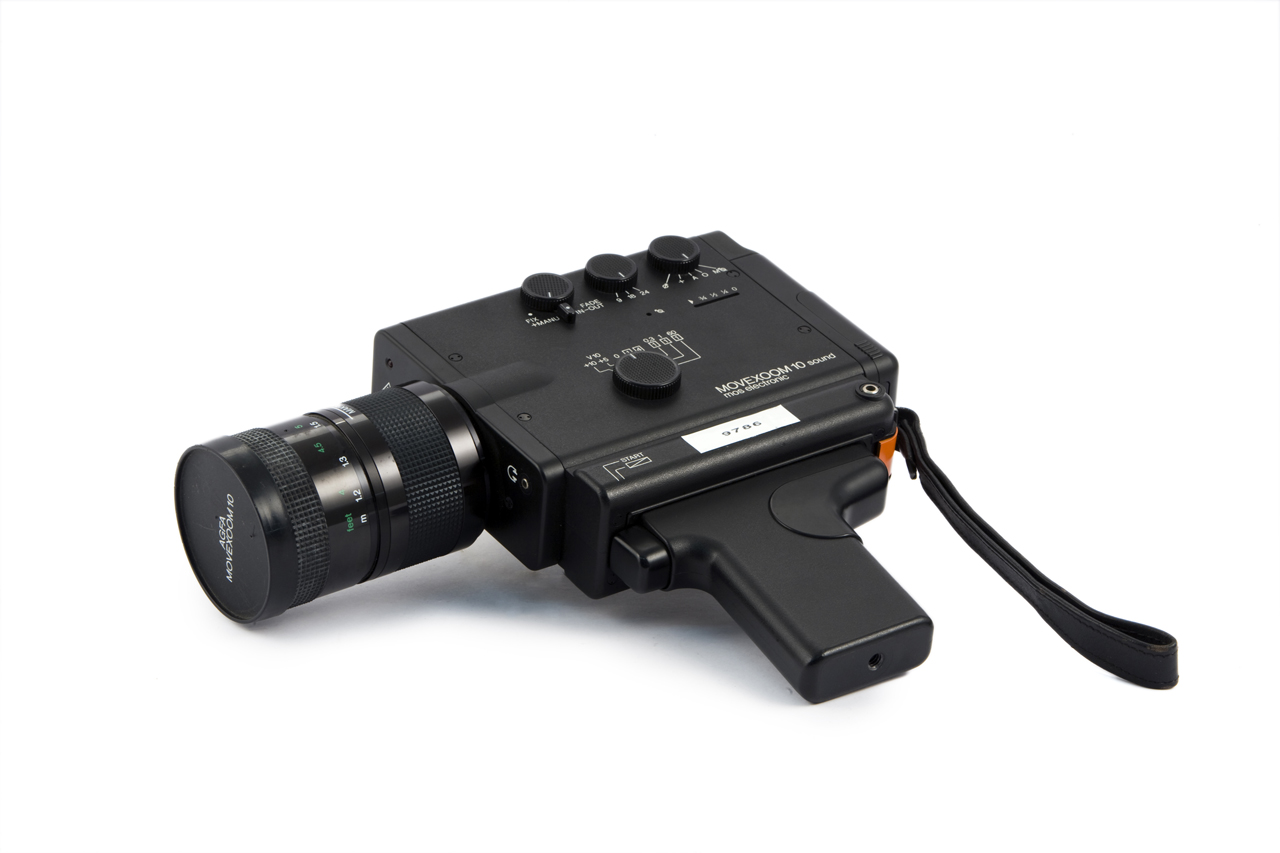
Movexoom 10 Sound

### Movexoom 6undMovexoom 10
1976 präsentierte Agfa eine moderne Kamera im gewohnter Formgestaltung von Schlagheck Schultes Design. Es gab sie mit sechs- und zehnfachen Zoomobjektiv zu kaufen, entsprechend hieß sie Movexoom 6 mos electronic bzw. Movexoom 10 mos electronic. Das mos bezog sich dabei auf die fortschrittliche Steuerung, es steht für Metal Oxid Semiconductor und bezieht sich auf den seinerzeit noch bemerkenswerten Einsatz integrierter Schaltkreise in der Elektronik. Agfa warb dabei vor allem mit der Zuverlässigkeit, so hieß es in der zugehörigen Annonce:
„Die neue MOVEXOOM mos electronic ist die erste Super 8 Kamera mit MOS-Technik und Servo-Digital-Motor. Alle wichtigen Funktionen werden über ein neues elektronisches Schaltelement (MOS = Metal-Oxid-Semiconductor) geregelt. Dieses Schaltelement ist kleiner als ein Streichholzkopf, aber durch seine beispiellose Präzision der herkömmlichen Steuerung weit überlegen. Und es ist – genau wie das neue digitalgesteuerte Lichtmeß-System – völlig verschleißfrei.
Die neue MOS-Technik und die jahrzehntelange Konstruktionserfahrung im Kamerabau führten zu optimaler Präzision und absoluter Zuverlässigkeit. Deshalb erhalten Sie auf die nach strengsten Qualitätsmaßstäben in deutscher Wertarbeit gefertigten MOVEXOOM weltweit 3 Jahre Garantie.“
Die Movexoom 6 besaß ein Agfa Variostar f/1,8 mit 7 mm bis 42 mm Brennweite und 1 m Naheinstellgrenze, die Movexoom 10 ein Agfa Variostar Makro f/1,8 mit 6 mm bis 60 mm Brennweite, das Motive ab Frontlinse scharf stellen konnte. Darüber hinaus konnte besaß sein Motorzoom zwei anstatt nur einer Geschwindigkeit.
Beide Kameras konnten mit ihrer elektronischen Steuerung automatisch auf-, ab- und überblenden sowie alle 0,3 s, 1 s oder 60 s ein Einzelbild belichten, wozu auch ein Fotoblitzgerät angeschlossen werden konnte. Der Selbstauslöser ließ die Kamera nach 10 s Vorlauf 5 s oder 10 s lang laufen. Als Filmgeschwindigkeiten standen 9 Bilder/s 18 Bilder/s und 24 Bilder/s zur Verfügung. Die Zeitlupe arbeitete mit 54 Bilder/s.